# アーメンの幻影
『アーメンの幻影』（アーメンのげんえい、フランス語: Visions de l'amen）は、オリヴィエ・メシアンが1943年に作曲した2台ピアノのための作品。邦題は他にも『アーメンの幻』や『アーメンの幻視』、『アーメンのヴィジョン』とも表記される。

## 作曲の経緯
第二次世界大戦のドイツの侵攻によってメシアンは捕虜になり、捕虜収容所内で『世の終わりのための四重奏曲』を作曲・初演したが、翌1941年には解放されて占領下のパリでパリ音楽院の教職についた。このときの最初の学生のひとりがピアニストのイヴォンヌ・ロリオだった。
1942年、映画会社シノプスのドニーズ・チュアル (fr:Denise Tual) はトリニテ教会でメシアンによるオルガン即興演奏を聞いて圧倒され、メシアンにプレイヤッド演奏会 (fr:Concerts de la Pléiade) のための作品を依頼した。メシアンはすばやく作曲したが、ロリオによればいくつかの主題は1942年に上演された『神はけがれなし』（オイディプス王にもとづく悲劇）のために作曲した付随音楽（紛失）から取られているという。
1943年5月10日にパリのギャラリー・シャルパンティエ (Galerie Charpentier) で、イヴォンヌ・ロリオの第1ピアノ、メシアン本人の第2ピアノによって初演された。イヴォンヌ・ロリオがメシアンの曲を初演するのはこれが初めてだった。1949年にメシアンとロリオはディアル・レコード (Dial Records (1946)) のために『アーメンの幻影』の初録音を行った。楽譜は1950年3月にようやく出版された。

## 音楽
『アーメンの幻影』は、1929年の『前奏曲集』のような内向的な音楽とは方向性が大きく異なり、聴衆へ訴えかけるところの強い技巧的な難曲である。イヴォンヌ・ロリオのおかげでこの後のメシアンの曲はピアノが中心的な位置を占めることになった。ロリオの担当する第1ピアノには鐘や鳥の歌などの技巧的な修飾が割りあてられ、メシアン自身の担当する第2ピアノは主題を担当する。
本曲でメシアンは作品全体を統一するために初めて主題を循環的に用いている。

## 曲の構成
全7曲から構成され、演奏時間は約45分。メシアンはエルネスト・エローの著作から引用して「アーメン」に4つの異なった意味があるとし、それぞれの意味を第1曲、第3曲、第4曲、第7曲に置いている。
- 第1曲 創造のアーメン (Amen de la Création)
第1ピアノは鐘のように3つの和音をずれたリズムでくり返す2つの声部を担当し（よく似たリズムカノンが『幼子イエスに注ぐ20の眼差し』第9曲に登場する）、第2ピアノはイ長調で8小節からなる五音音階の「創造の主題」を演奏する。主題は非常に低い音ではじまり、くり返すごとに1オクターヴ上昇する。

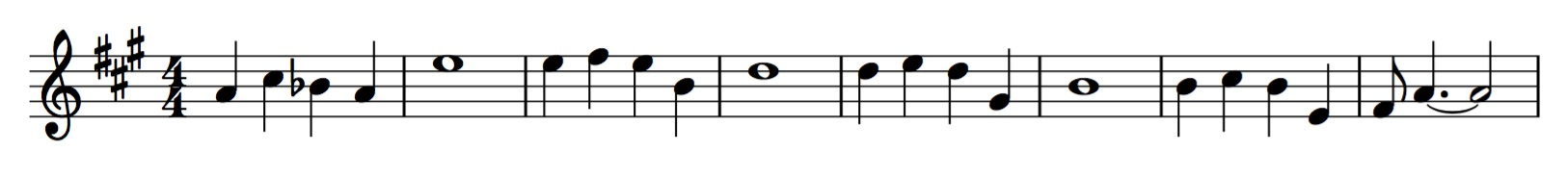
創造の主題
- 第2曲 星々の、環をもつ惑星のアーメン (Amen des étoiles, de la planète à l'anneau)
主に第2ピアノが主題を受け持ち、変拍子の舞曲風の音楽を演奏する。第1ピアノは最初オクターヴのユニゾンで演奏し、その後は一転して複雑な装飾を行う。
- 第3曲 イエスの苦悶のアーメン (Amen de l'Agonie de Jésus)
オリーブの園にひとりいるイエス（「ゲツセマネの祈り」を参照）の曲である[9]。世の罪に対する父の呪詛、苦痛の叫び、オルガン曲『主の降誕』（1935年）の聖母と幼子の主題（同じ主題は『幼子イエスに注ぐ20の眼差し』第11曲にも登場する）にもとづく部分、3つの音符（変ホ - ニ - 変ニ）を行ったり来たりする嘆きを表す部分が順に出現する[9]。2回くり返されるが、2回目はより複雑になっている。最後に創造の主題が再現し、変ロを除く11音からなる和音で神秘的に終わる。
- 第4曲 欲望のアーメン (Amen du Désir)
中央に置かれた巨大な楽章で、夢みるような天国的な部分と、第2ピアノによる激しく情熱的な部分が交替する。
- 第5曲 天使たちの、聖者たちの、鳥たちの歌のアーメン (Amen des Anges, des Saints, du chant des oiseaux)
ヨハネの黙示録7章11節の、天使たちが玉座を囲んでアーメンを唱えたという箇所に由来する。グレゴリオ聖歌風の単旋律の斉奏にはじまるゆっくりした部分にはじまり、中間の高速な舞曲はさまざまな鳥の歌に基づく。ふたたびゆっくりした部分が戻ってくるが、最初よりもずっと複雑化している。鳥の歌が最後に少しだけ回想されて終わる。
- 第6曲 審判のアーメン (Amen du Jugement)
メシアンはマタイによる福音書25章41節「呪われた者ども、私から離れ去れ」を引用している[13]。短い曲で、3つの峻厳な音で終わる楽句がくり返される。
- 第7曲 成就のアーメン (Amen de la Consommation)
第2ピアノによって創造の主題が輝かしく再現する。第1ピアノは第1楽章と同様に最初は3つの和音を高音と低音でくり返すが、だんだん音の数が増えていく。高速で長大なコーダで終わる。